# Pisonia
Pisonia es un género de plantas de la familia Nyctaginaceae. Algunas especies, por ejemplo Pisonia brunoniana de Nueva Zelanda, isla Norfolk, Hawái, Pisonia umbellifera, y posiblemente Pisonia grandis muy distribuida en la región tropical Indo-Pacífica, se refieren a árboles atrapapájaros, debido a sus pegajosas semillas.

## Descripción
Son  arbustos, árboles o trepadoras leñosas, frecuentemente armadas con espinas, brotes espolonados cortos frecuentemente presentes; plantas dioicas. Hojas opuestas o subopuestas (alternas), enteras, pecioladas. Inflorescencias axilares o terminales en cortos brotes espolonados axilares, cimas paniculadas, a veces capituliformes, umbeliformes o corimbiformes, flores pediceladas, 1–3 bractéolas pequeñas sobre el pedicelo y no directamente en la base del cáliz; flores estaminadas con el cáliz rotáceo, campanulado o tubular, con (4) 5 lobos pequeños, estambres 5–10, desiguales, connados en la base, exertos, pistilodio presente; flores pistiladas comúnmente mucho más pequeñas que las estaminadas, el tubo del cáliz más angosto que el de las estaminadas, con 5 lobos pequeños, estaminodios presentes, frecuentemente formando un disco dentado bajo, adnado a la base estipitiforme del ovario tan alto como este último y con anteras no funcionales, ovario estrechado en la base, estigma fimbriado, exerto. Antocarpo coriáceo (en Nicaragua) o carnoso, parte apical libre del cáliz comúnmente retenida, superficie con bandas longitudinales de 1 o varias hileras de glándulas pediculadas.

## Taxonomía
El género fue descrito por Carlos Linneo  y publicado en Species Plantarum 2: 1026. 1753.
Etimología
Pisonia: nombre genérico que fue nombrada por el físico y naturalista holandés Willem Piso (1611-1678)

## Especies
- Pisonia aculeata L. – zarza de Cuba, uña de gato.[3] (pantropical)[4]
- Pisonia alba Span.
- Pisonia albida (Heimerl) Britton ex Standl. – Corcho Bobo
- Pisonia brunoniana Endl. –  (Australasia y Polinesia)
- Pisonia calafia Leon de la Luz (Baja California Sur, Mexico)
- Pisonia capitata (S.Watson) Standl.
- Pisonia donnell-smithii Heimerl ex Standl. (El Salvador, Guatemala)
- Pisonia ekmani Heimerl (Cuba)
- Pisonia excelsa Blume
- Pisonia floridana Britt. ex Small
- Pisonia graciliscens (Heimerl) Stenmerik (Polinesia)
- Pisonia grandis R.Br.
- Pisonia notundata Griseb.
- Pisonia rotundata Griseb.
- Pisonia sandwicensis Hillebr. (Hawái)[5]
- Pisonia sechellarum F.Friedmann (Seychelles)
- Pisonia siphonocarpa (Heimerl) Stenmerik (French Polynesia)
- Pisonia subcordata Sw. – Water Mampoo
- Pisonia umbellifera (J.R.Forst. & G.Forst.) Seem. – Umbrella Catchbirdtree (Indo-Pacific)
- Pisonia wagneriana Fosberg – Kauaʻi Catchbirdtree, Pāpala kēpau (island of Kauaʻi in Hawái)
- Pisonia zapallo Griseb.[6][7]